# Margarita Caro de Holguín
Margarita Caro Tovar (Bogotá; 10 de junio de 1848-Bogotá; 28 de abril de 1925) fue una política colombiana.
De 1888 a 1892 fue la primera dama de Colombia.

## Biografía
Margarita nació en Bogotá, el 10 de junio de 1848. Sus padres fueron el político José Eusebio Caro y su esposa Blasina Tobar Pinzón. Era hermana de Miguel Antonio Caro.
Se casó con el político Carlos Holguín, llegando a ser la primera dama de Colombia entre 1888 y 1892, ya que su esposo fue elegido presidente para ese mismo período.
Margarita falleció en Bogotá, el 28 de abril de 1925, a los 77 años.

## Familia
Margarita era miembro de la familia de notables ilustrados de los Caro. Su padre fue José Eusebio Caro, quien cofundó junto al político Mariano Ospina Rodríguez el Partido Conservador, en 1851.
Su hermano, Miguel Antonio Caro, político conservador, fue quien redactó junto a Rafael Núñez la constitución de 1886, y sucedió a su cuñado Carlos Holguín en el poder, siendo presidente de 1892 a 1896.
Su sobrino fue el banquero Julio Caro de Narváez.
De su matrimonio con Holguín tuvo a Hernando, Carlos, Margarita, Jaime, Catalina, Clemencia, Álvaro y Julia Holguín Caro.
Hernando Holguín Caro fue ministro de relaciones exteriores, al igual que su padre, entre 1919 y 1920. Margarita Holguín Caro fue pintora; y Clemencia Holguín Caro fue primera dama de Colombia, como su madre, por su matrimonio con el político Roberto Urdaneta, quien fue designado presidente en 1951 a 1953.
Su cuñado, era el político Jorge Holguín, quien llegó a ser designado dos veces presidente de Colombia.
Una de sus descendientes fue canciller del gobierno Santos, María Ángela Holguín.